# European North Basketball League
Die European North Basketball League (ENBL) ist ein Wettbewerb für europäische Basketball-Vereinsmannschaften der Männer in Nord-, Mittel- und Osteuropa. Der Wettbewerb wurde im Jahr 2021 gegründet. Das Format der ENBL basiert auf der 1998 gegründeten European Youth Basketball League, einem von der FIBA anerkannten internationalen Wettbewerb für Mädchen und Jungen, an dem zuletzt rund 300 Mannschaften aus 29 Ländern teilgenommen haben.

## Geschichte
Die European North Basketball League wurde im Sommer 2021 für Vereinsmannschaften aus Nord-, Mittel- und Osteuropa gegründet.
In der ersten Saison nahmen acht Mannschaften aus Polen, Tschechien, Litauen, Lettland, Estland, Belarus und Russland teil.
In der zweiten Saison wurde die Liga auf 16 Vereine, aufgeteilt auf zwei Gruppen, erweitert. Dabei wurden die Vertreter aus Belarus und Russland ausgeschlossen, dafür nahmen zusätzliche Vereine aus Israel, Ukraine und Kosovo an der Saison teil. Eine Mannschaft aus Serbien sollte ursprünglich auch teilnehmen, es erfolgte aber ein Rückzug aus der Liga, so dass schlussendlich nur 15 Mannschaften antraten.
Bei der dritten Saison nahmen zusätzlich Vertreter aus Belgien, Bulgarien, Dänemark, Großbritannien, Niederlande und Rumänien an der Liga teil. Das Final-Four-Turnier wurde in Aarhaus im April 2024 ausgetragen.
Im Spieljahr 2024/25 trat mit den Bamberg Baskets erstmals ein deutscher Bundesligist in dem Wettbewerb an. Zuvor hatten sich auch Mannschaften aus Norwegen und der Slowakei zur Teilnahme entschlossen.

## Modus
In der Hauptrunde treten in zwei Gruppen jeweils neun Mannschaften an. Die vier besten Teams qualifizieren sich für die Play-offs. Jede Runde im Viertelfinale wird als Hin- und Rückspiel ausgetragen. Die jeweiligen Gewinner qualifizieren sich für das Final-Four-Turnier.
| Saison  | Teilnehmer | Finale                      | Finale   | Finale           | Halbfinale         | Halbfinale | Halbfinale                   |
| Saison  | Teilnehmer | Sieger                      | Ergebnis | Zweiter Platz    | Dritter Platz      | Ergebnis   | Vierter Platz                |
| ------- | ---------- | --------------------------- | -------- | ---------------- | ------------------ | ---------- | ---------------------------- |
| 2021/22 | 8          | Anwil Włocławek             | 90:79    | Šiauliai         | Brno               | 80:76      | Tartu Ülikool Maks & Moorits |
| 2022/23 | 15         | BM Stal Ostrów Wielkopolski | 70:66    | BC Wolves        | Start Lublin       | 86:62      | King Szczecin                |
| 2023/24 | 16         | Bakken Bears                | 85:81    | CSO Voluntari    | Royal Liege Basket | 83:73      | Šiauliai                     |
| 2024/25 | 18         | CSO Voluntari               | 95:82    | Newcastle Eagles | Dziki Warschau     | 80:78      | Inter Bratislava             |

### Titelgewinner und Finalisten

#### Vereine
| Platz | Mannschaft                  | Siege | Zweiter | Saison  |
| ----- | --------------------------- | ----- | ------- | ------- |
| 1.    | Anwil Włocławek             | 1     | —       | 2021/22 |
| 1.    | BM Stal Ostrów Wielkopolski | 1     | —       | 2022/23 |
| 1.    | Bakken Bears                | 1     | —       | 2023/24 |
|       | CSO Voluntari               | 1     | 1       | 2024/25 |
| 2.    | BC Wolves                   | —     | 1       | —       |
| 2.    | Šiauliai                    | —     | 1       | —       |
| 2.    | Newcastle Eagles            | —     | 1       | —       |

#### Nationen
| Platz | Land     | Siege | Zweiter | Saison                    |
| ----- | -------- | ----- | ------- | ------------------------- |
| 1     | Polen    | 2     | 1       | 2021/22, 2022/23, 2024/25 |
| 2     | Dänemark | 1     | —       | 2023/24                   |
| 3     | Rumänien | 1     | 1       | 2023/24, 2024/25          |
| 4     | Litauen  | —     | 2       |                           |
| 5     | England  | —     | 1       | 2024/25                   |